# Бацање хране за празнике
Бацање хране за празнике распрострањена је појава широм света,  без обзира о каквом празнику је реч и где се у свету слави. Тако деценијама у смеће заврши нпр. руска салата за Нову годину у Русији, каша од црвеног пасуља за солстициј у Кореји, Халим за Рамазан у Индији и на Блиском истоку, пите са млевеним месом за Божић у Енглеској, погача за православни Ускрс, колачи од банане за лунарну Нову годину у Вијетнаму итд.

## Опште информације
Празници су сјајно време за прославу и канзумирање хране али и за њено поштовање, као што се поштује празник. Ипак, у неким деловима света празници су постали синоним за преједање и бацање хране.  
И док већина популације баца храну након празника, за само 200 последњих година, светска популација је порасла са 900 милиона на скоро 8.000 милиона људи. До 2100. године, према УН-у, процењује се да ће на нашој Земљи живети 10.000 до 11.000 милиона људи. Зато не чуди податак који је објавио Светски програм за храну у свом извештаји да је више од 1 од 9 људи широм света (око 821 милиона људи) гладно је сваки дан.
Само у 2011. години, ФАО је проценио да је 1/3 све произведене хране у свету изгубљена или бачена. То износи 1,3 милијарде тона годишње. А храна није једина ствар која се губи када остане непоједена: сви ресурси (као што су семе, вода, храна, итд.), новац и рад који су уложени у њено прављење такође су изгубљени.  
Глад и неухрањеност су толико распрострањен проблем да су УН нагласиле да је „потребна дубока промена глобалног система исхране и пољопривреде“ да би се решио овај проблем. Овај пром би требало да укључи тежњу ка одрживој производњи хране, али и разумнијем односу према храни која се у изобиљу спрема за празнике, а потом баца.

## Како избећи (смањити) бацање хране
Ево шест препорука Агенције за храну и пољопривреду Уједињених нација, о томе како да се избегне и смањи бацање празничне хране:
Реално планирање
Унапред планирати количину припрему хране према броју гостију. Не припремати храну за 50 људи ако само 5 долази на вечеру.
Замрзавање остатака хране или давање гостима
Превише спремљене хране, одмах ставити у замрзивач и користити неки други дан. У принципу, храну не треба остављати на собној температури дуже од два сата.
Претворите остатке хране у ручак или вечеру следећег дана
Користећи на интернету много креативних рецепата за коришћење остатака хране, могу се спремити разновстни и укусни оброци При томе све остатке хране чувате у фрижидеру и употребите што је пре могуће.
Од остатка хране направити нешто ново
За сваки оброк направити нешто прилично неуобичајено, али пре него што скувате ново јело, проверите да ли имате нешто већ припремљено и још увек безбедно за јело да бисте прво са њим завршили. 
Тиме се од остатака неког старог јела може направити ново јело. Само запамтите да избегавате да поново загревате храну и да је касније вратите у замрзивач
Дозволите гостима да се сами послужују
Колико год би било лепо и гостољубиво служити госте, домаћин можда неће тачно проценити количину хране или колико мало неко жели да једе, и обично греши и сервира госту превише. Дозволити гостима да се сами послужују значи да они могу да бирају количину коју би желели да поједу. 
Такође саветује се гостим: када је оброк самоуслужан, да не узимају више него што могу да поједу.
Донирати оно што се неће појести
Конзерве, сушена роба или друга некварљива храна се може донирати, локалним добротворним организацијама које радо прихватају ову храну.